# NGC 4187
NGC 4187 ist eine elliptische Galaxie vom Hubble-Typ E im Sternbild Jagdhunde. Sie ist schätzungsweise 411 Millionen Lichtjahre von der Milchstraße entfernt.
Das Objekt wurde am 26. April 1789 von Wilhelm Herschel entdeckt.